# Мадді-Крік Тауншип (округ Батлер, Пенсільванія)
Мадді-Крік Тауншип (англ. Muddy Creek Township) — селище (англ. township) в США, в окрузі Батлер штату Пенсільванія. Населення — 2207 осіб (2020).

## Демографія
Згідно з переписом 2010 року, у селищі мешкали 2254 особи в 947 домогосподарствах у складі 648 родин. Було 1011 помешкання
Расовий склад населення:
| - 97,9 % — білих - 0,4 % — азіатів - 0,3 % — корінних американців - 0,3 % — чорних або афроамериканців |

До двох чи більше рас належало 1,0 %. Частка іспаномовних становила 0,8 % від усіх жителів.
За віковим діапазоном населення розподілялося таким чином: 21,5 % — особи молодші 18 років, 62,5 % — особи у віці 18—64 років, 16,0 % — особи у віці 65 років та старші. Медіана віку мешканця становила 44,2 року. На 100 осіб жіночої статі у селищі припадало 98,6 чоловіків;  на 100 жінок у віці від 18 років та старших — 97,7 чоловіків також старших 18 років.
Середній дохід на одне домашнє господарство  становив 61 009 доларів США (медіана — 54 868), а середній дохід на одну сім'ю — 70 663 долари (медіана — 65 179). Медіана доходів становила 53 429 доларів для чоловіків та 34 413 долари для жінок. За межею бідності перебувало 9,6 % осіб, у тому числі 21,0 % дітей у віці до 18 років та 10,1 % осіб у віці 65 років та старших.
Цивільне працевлаштоване населення становило 1148 осіб. Основні галузі зайнятості: освіта, охорона здоров'я та соціальна допомога — 24,0 %, науковці, спеціалісти, менеджери — 9,9 %, роздрібна торгівля — 9,4 %, виробництво — 9,0 %.